# Sin Cara (Hunico)
Pour le premier catcheur ayant incarné Sin Cara, voir Místico.
José Jorge Arriaga Rodríguez (né le 5 août 1977 à El Paso) est un catcheur américain d'origine mexicaine. Il est connu notamment pour avoir travaillé à la World Wrestling Entertainment, sous le nom de Sin Cara.

## Jeunesse
José Jorge Arriaga Rodríguez grandit à El Paso et il va souvent avec son grand-père à Juárez voir des spectacles de catch auquel participe Eddie Guerrero et Konnan. Il fait partie de l'équipe de lutte de son lycée.

## Carrière

### Débuts (2000-2004)
José Jorge Arriaga Rodríguez s'entraîne pour devenir catcheur auprès d'El Pirata et Cinta de Oro,. Il fait ses débuts masqué sous le nom d'Incognito dans des spectacles de catch au Mexique.

### Asistencia Asesoría y Administración  (2004-2006)
Au début de l'année 2004, il commence à travailler régulièrement pour la Asistencia Asesoría y Administración (AAA). Alors qu'il avait signé à la AAA depuis plus d'un an, Incognito ne fait que quelques apparitions, passant beaucoup plus de temps à l'école de la AAA pour perfectionner son catch. En 2005, il quitte l'AAA et commence à travailler dans les circuits indépendants au Mexique et aux États-Unis, exploitant le fait qu'il est un citoyen américain et qu'il parle anglais pour obtenir plus d'opportunités aux États-Unis que ne le pourrait normalement un luchador.

### Total Nonstop Action Wrestling (2006)
Incognito se fait d'abord un nom aux États-Unis lorsqu'il participe à l'édition 2006 de la World X-Cup Tournament de la Total Nonstop Action Wrestling (TNA). Il y forme une équipe mexicaine avec Shocker, Magno et Puma. Le seul match auquel participe Incognito dans le World X-Cup Tournament est un 16-man Gauntlet match. Il est éliminé par Sonjay Dutt. En fin de compte son équipe trouve la troisième place, derrière les vainqueurs de l'équipe États-Unis et de l'équipe Canada, mais devant l'équipe du Japon.
Après son passage à la TNA, Incognito se met à travailler pour la National Wrestling Alliance (NWA), faisant équipe avec un compatriote, Sicodélico, Jr.. Les deux participent à un tournoi pour être couronner nouveaux NWA World Tag Team Champion, mais ils perdent contre Joey Ryan et Karl Anderson dans le dernier match, match qui comprenait également Billy Kidman et Sean Waltman.

### CHIKARA Pro Wrestling (2006-2009)
Le 22 septembre 2007, Incognito fait sa première apparition à la Chikara, en participant à un 16-man torneo cibernetico tournament.

### World Wrestling Entertainment (2009-2019)

#### Florida Championship Wrestling (2009-2011)
Il signe à la World Wrestling Entertainment (WWE) en fin d'année 2009. Il commence sa carrière à la fédération en s'entraînent à la Florida Championship Wrestling (le centre de développement de la WWE).

#### Débuts en tant que Sin Cara (2011)

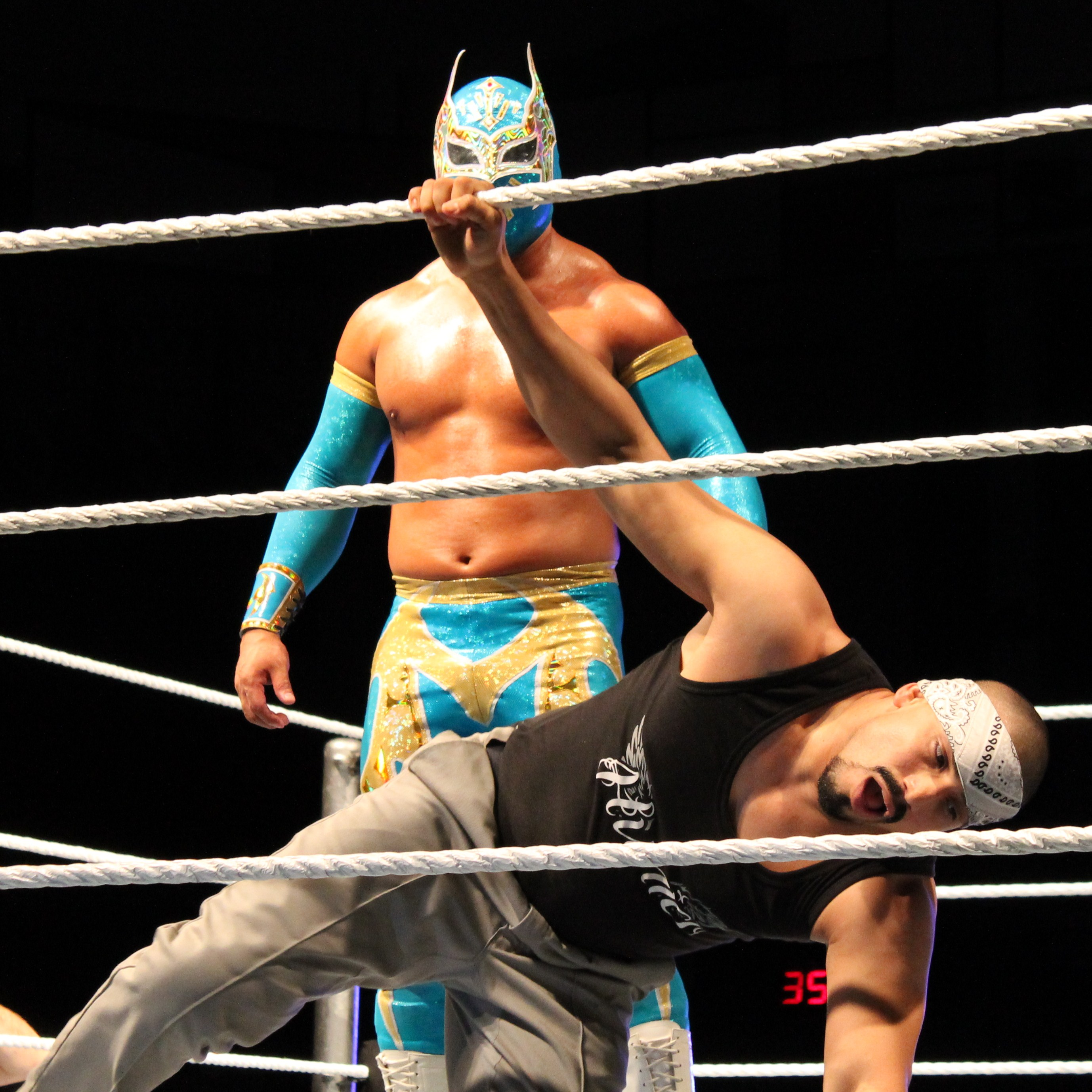
Le Sin Cara original face à Hunico.

Jorge Arias fait ses débuts dans le costume de Sin Cara, jusque-là tenu par Místico et officiellement suspendu pour un mois. Hunico continue à porter le masque de Sin Cara à Raw, SmackDown et dans les house show de la WWE. Lors du SuperSmackDown le 2 septembre, il effectue un heel turn après avoir envoyé un coup de pied dans le visage de Daniel Bryan à la fin du match. Le 16 septembre à Smackdown, il refuse de lâcher sa prise sur Daniel Bryan dans le coin du ring, ce qui coûte sa disqualification. À ce moment, Sin Cara (Místico) fait son retour et intervient pour sauver Bryan. Místico provoque Hunico en duel, mais ce dernier quitte le ring. La rivalité éclate et l’affrontement entre les deux Sin Cara est programmé pour le 2 octobre à Hell in a Cell. Hunico a désormais un costume noir et gris et accuse le Sin Cara (bleu) de lui avoir volé sa place quand il était Místico et qu'il va faire de même. Lors de Hell in a Cell, il perd face à Místico.
La rivalité n'est pas de longue durée. Les deux Sin Cara s'affrontent dans un match Mask vs. Mask match le dimanche 16 octobre au Palacio De Los Deportes à Mexico. Dans le même principe qu'un "luchas de apuestas" en Lucha libre, le perdant doit retirer son masque à la fin du match. Le site officiel de la WWE communique tardivement sur le match. L'événement est retransmis à la télévision lors du Smackdown du 21 octobre. Místico, le Sin Cara bleu, remporte le match sur la Mística. Hunico refuse de retirer son masque, mais son adversaire le lui arrache.

#### Hunico et alliance avec Camacho (2011-2013)

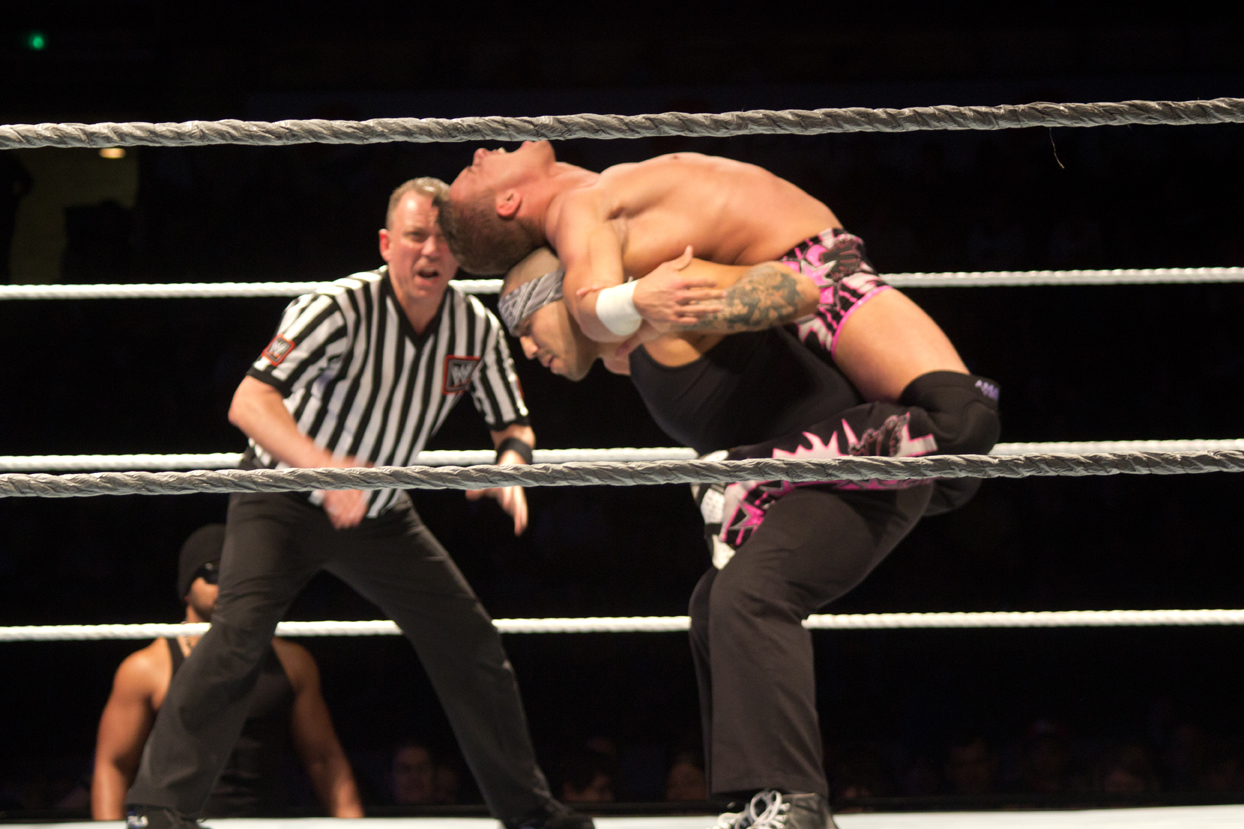
Hunico dans un combat contre Tyson Kidd.

Hunico participe au traditionnel match par équipe à élimination des Survivor Series, en étant dans l'équipe de Wade Barrett, composé de ce dernier, Jack Swagger, Dolph Ziggler et Cody Rhodes, face à celle de Randy Orton, qui comprend ce dernier, Sheamus, Kofi Kingston, Místico et Mason Ryan. C'est l'équipe de Wade Barrett qui remporte le match. Le 22 décembre à WWE Superstars, il est accompagné par son nouveau manager, Camacho et bat Ezekiel Jackson.
Lors du Royal Rumble (2012), il participe au Royal Rumble Match en entrant en 16e position, mais il se fait éliminer par Kharma. Lors de No Way Out, il perd contre Sin Cara. À Money in the Bank, Camacho et lui perdent face aux champions par équipes R-Truth et Kofi Kingston. Plus tard, Big Show leur porte son WMD puis un double Chokeslam.
Il a révélé qu'il devrait subir une intervention chirurgicale sur son ACL, et laisse Camacho se battre seul, jusqu'à son retour.
Hunico fait une apparition lors de WrestleMania Axxess en perdant avec Camacho contre Ezekiel Jackson et Yoshi Tatsu.

#### Retour en Sin Cara, The Lucha Dragons, retour en solo et départ (2013-2019)
Il reprend le costume de Sin Cara lors du Raw 2 décembre et bat Alberto Del Rio. Il effectue donc un face turn.
À WrestleMania XXX, il participe à la Bataille Royale en mémoire d'André Le Géant, où il est éliminé par Del Rio.
Le 11 septembre à NXT Takeover, il forme avec Kalisto The Lucha Dragons, et battent The Ascension pour devenir les nouveaux NXT Tag Team Champion. Ils perdent leur titre en février 2015 face à Murphy et Blake.
Ils n'arrivent pas à récupérer les titres par équipe lors d'Elimination Chamber dans un Elimination Chamber match au profit de The New Day, qui incluaient Los Matadores, The Prime Time Players et The Ascension.
Lors de Summerslam, Kalisto & lui-même ne parviennent pas a remporter le match par équipe dans un Fatal-4-Way tag team match au profit de The New Day, incluaient Los Matadores & The Prime Time Players, les champions par équipes.
Lors de TLC (2015), dans un Ladder match, ils ne remportent pas les titres par équipe face aux Usos et The New Day.
Lors de WrestleMania 32, il ne remporte pas le titre.
Lors de Money in the Bank (2016), lui et Kalisto battent les Dudley Boyz.
Lors du Draft le 19 juillet 2016, il est séparé de Kalisto.
Il participe à la bataille royale en mémoire d'André le Géant dans le kick-off de WrestleMania, mais il se fait éliminer par Mark Henry.
Le 27 avril lors du WWE Greatest Royal Rumble, il entre en 3e position dans le Royal Rumble match mais se fait éliminer par Dolph Ziggler en 1er.
Le 8 décembre 2019, il annonce sur son compte Instagram être libéré de son contrat par la WWE, information confirmée dans la journée par la compagnie.

### Passage à la AAA (2019-?)
Le 14 décembre 2019, lors de la vingt-troisième édition de la Guerra de Titanes (AAA) (es), un événement de lutte professionnelle produit par AAA Worldwide Wrestling , Sin Cara est apparu d'une manière surprenante, aidant Pagano et Killer Kross , marquant ainsi son retour officiel dans l'entreprise. Le 17 décembre, Arias a annoncé qu'il changerait son nom en "Cinta de Oro". Ce nom était celui de l’homme qui l’a entraîné lors de ses débuts. Humble et reconnaissant, il a pris son nom en hommage à son mentor, décédé en 2016. Par ailleurs, le natif de El Paso portait un ruban doré sur son masque en sa mémoire. La famille du feu Cinta de Ora semble être en accord total avec la décision d'Arias.

## Palmarès
- Chikara
  - King of Trios 2008 avec El Pantera et Lince Dorado[18]
  - Rey de Voladores (2008)[19]

- Florida Championship Wrestling
  - 2 fois FCW Florida Tag Team Champion avec Epico[20],[21]
- World Wrestling Entertainment
  - 1 fois NXT Tag Team Champion avec Kalisto

- World Wrestling Association
  - 2 fois Champion poids moyens de la WWA[22]
- International Open Challenge World Championship (3 times)[23]

## Récompenses des magazines
- Pro Wrestling Illustrated

| Année | 2008 | 2009       | 2010 | 2011 | 2012 | 2013 | 2014       | 2015 | 2016 | 2017 | 2018 | 2019 | 2020 à 2021 | 2022 |
| ----- | ---- | ---------- | ---- | ---- | ---- | ---- | ---------- | ---- | ---- | ---- | ---- | ---- | ----------- | ---- |
| Rang  | 328  | Non classé | 358  | 296  | 93   | 196  | Non classé | 100  | 133  | 187  | 153  | 200  | Non classé  | 295  |